# يوسي كاتز
يوسي كاتز هو محامي ووكيل نيابة ونقابي وسياسي إسرائيلي، ولد في 19 أغسطس 1949 في حيفا في إسرائيل. نشط حزبياً في حزب العمل الإسرائيلي. وقد انتخب عضو الكنيست ‏ (13 يوليو 1992 – 17 فبراير 2003).